# Hetera

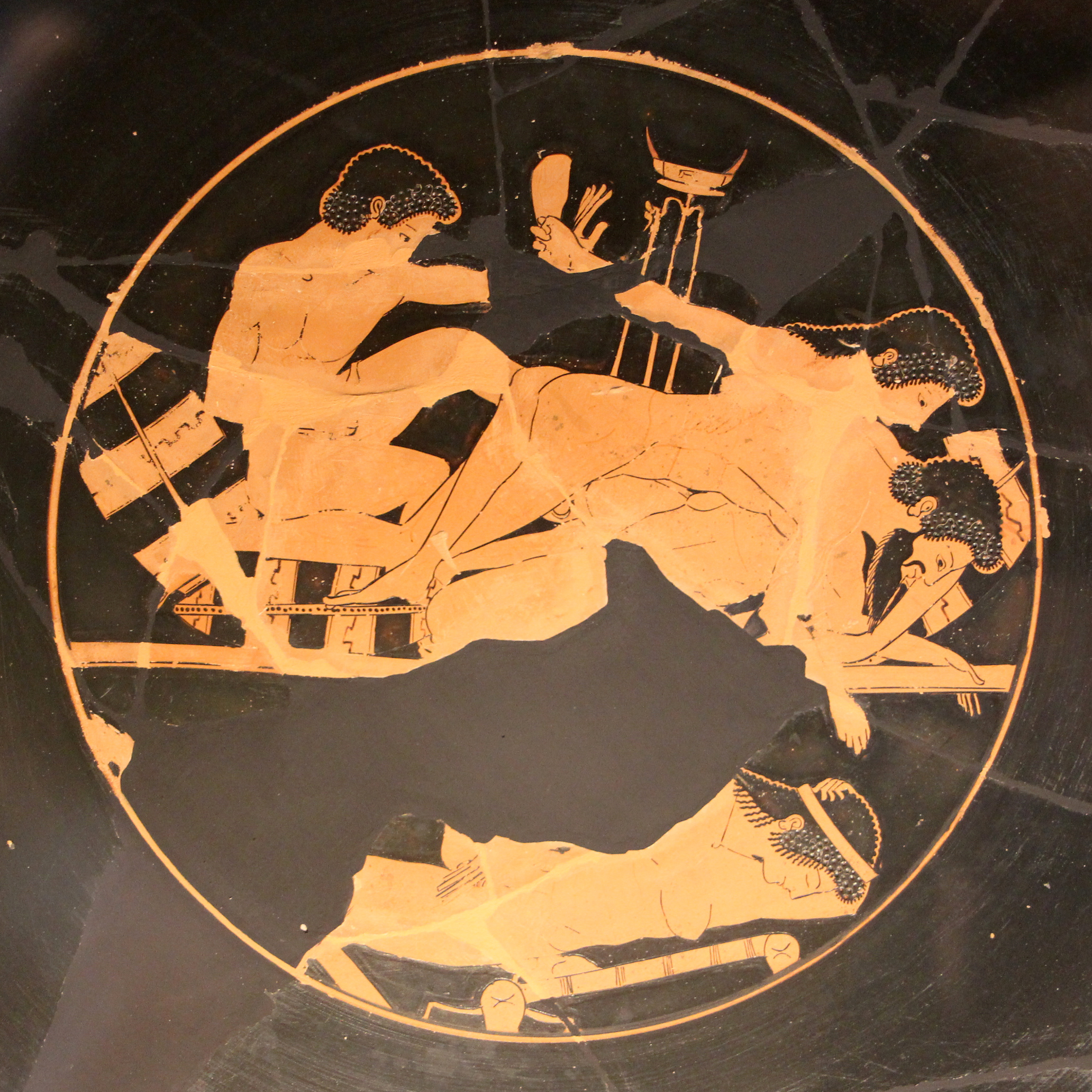
Escena de sexo en un banquete. Museo de Artes de Berlín.

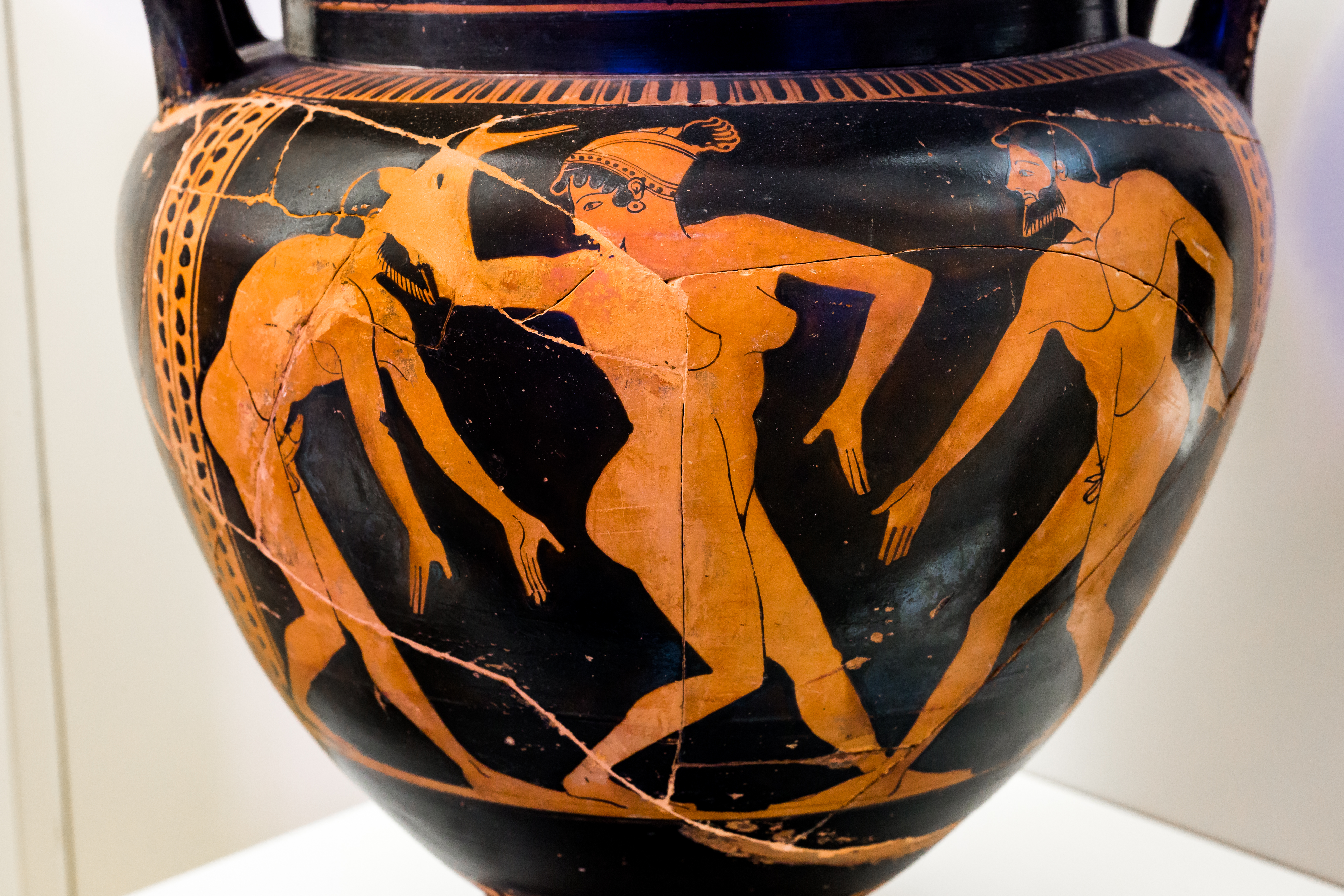
Hetaira desnuda entre dos hombres barbudos bailando en el komos, pintor ateniense Triptolemos, arcaico tardío, ca. 480 a. C.

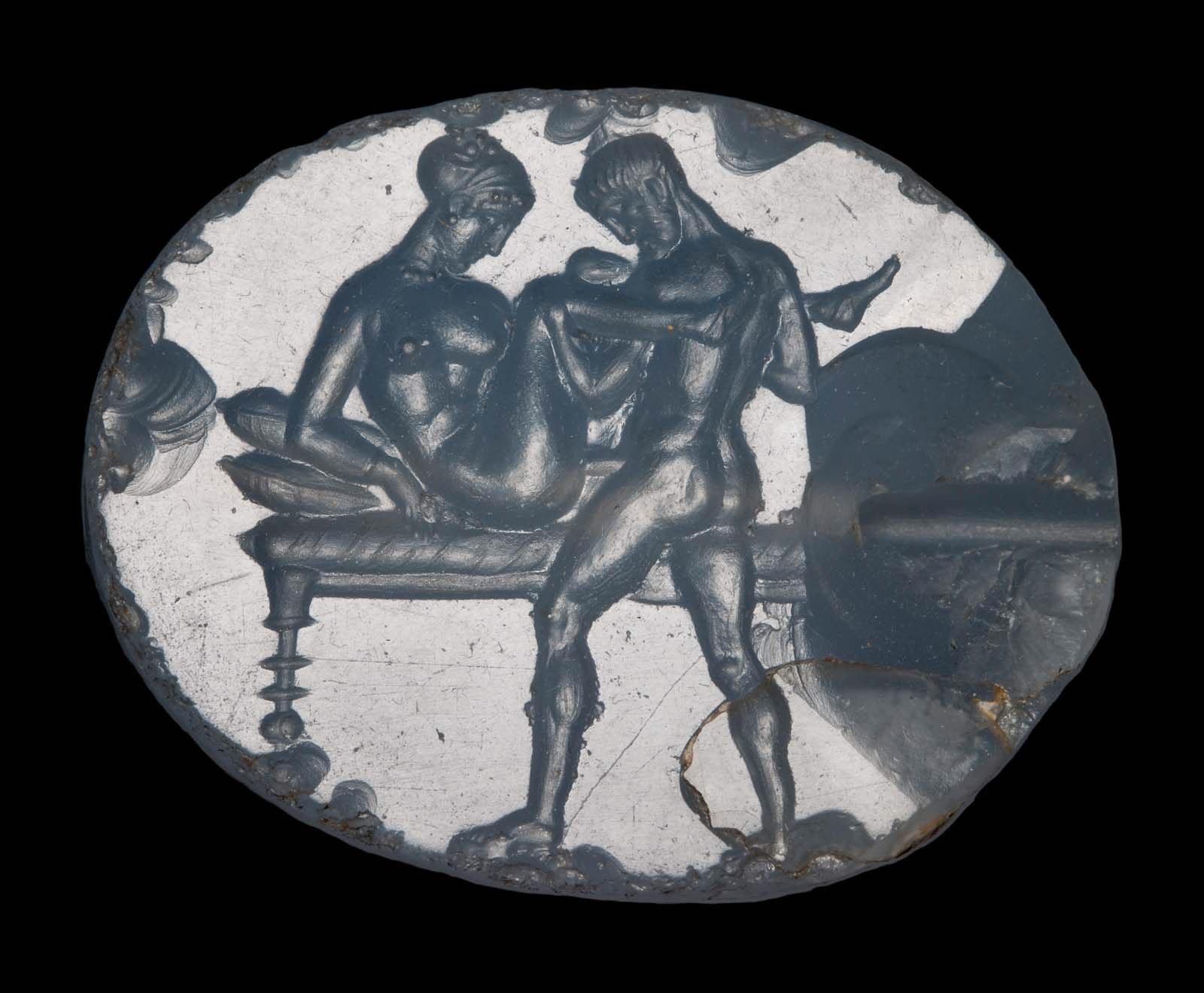
Gema oval griega antigua con escena erótica, periodo Clásico tardío, finales del quinto - principios del cuarto siglo a. C.

Hetera o hetaira (en griego, ἑταῖρα,  hetaira, "compañera") era el nombre que recibía en la antigua Grecia una clase distinguida de mujeres libres, la cual generalmente desempeñaba funciones de artista, contertulia, prostituta y acompañante. En contraste con la mayoría de mujeres de la antigua Grecia, las heteras recibían educación, poseían independencia económica y podían alcanzar un gran poder social, y eran las únicas mujeres que podían participar en los simposios (reuniones festivas de políticos, filósofos, artistas y eruditos), siendo sus opiniones y creencias muy respetadas por los hombres.

## Historia
Los historiadores de la antigua Grecia dividían las prostitutas entre ordinarias o pornai y refinadas o hetairai. En contraste con las pornai, que trabajaban en burdeles o en la calle con un gran número de clientes espontáneos, las hetairai solían tener pocos clientes, a veces no más de uno al mismo tiempo, y rendían servicios exclusivos durante largos períodos. Esta diferencia no siempre ha estado clara, ya que Apolodoro, aunque con un sesgo difamatorio, las cita a todas bajo ese mismo nombre en su detallado discurso contra la hetera Neera. Tampoco está claro si una prostituta podía convertirse en hetera o viceversa, si había distinción entre ser mujer libre o esclava a la hora de ejercer de cualquiera de ambas, o si el oficio de hetera siempre conllevaba trabajar para sí misma en lugar de para una casa de proxenetismo. En todo caso, las fuentes sugieren que la mayoría de las heteras eran libres y atendían a clientes distinguidos a título individual.

Los servicios de las heteras no se componían exclusivamente de sexo, sino que también incluían danza, música, conversación y estimulación intelectual, lo que exigía a estas mujeres un conocimiento profundo de toda clase de artes y ciencias que pudieran resultar interesantes. En ocasiones, el sexo ni siquiera constituía el núcleo de su atractivo, sino que se publicitaban por el resto de sus talentos para brindar una compañía agradable, incluyendo las relaciones sexuales sólo de manera velada y personal. Ateneo las describe como capaces de "conversaciones hábiles y halagüeñas", así como "agudas" y "refinadas". Así mismo, las heteras solían tener conocimientos de música con varios instrumentos musicales. Hasta tal punto sobresalen sus habilidades en la literatura que se ha llegado a proponer que las heteras no ejercían realmente como prostitutas, aunque esta es una posición con poca base.

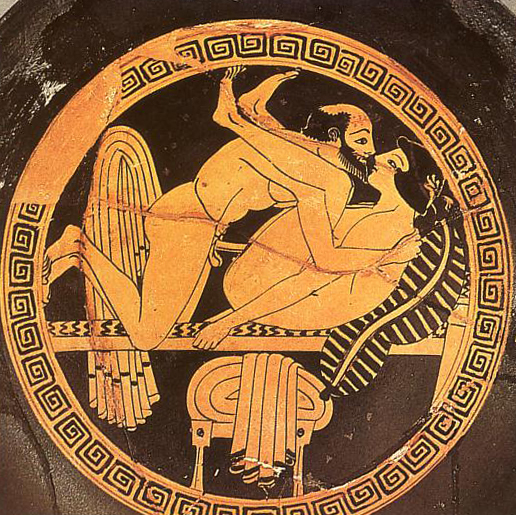
Hombre y hetera fornicando, pintor de Triptolemos, ca. 470 aC, Museo Nazionale Tarquinia

Según autores, el concepto de las heteras podrían haber surgido como trabajadoras sexuales para los simposios antes de diversificar sus funciones y atributos. Su proverbial atractivo, junto a su espontaneidad a la hora de posar desnudas, convirtieron a algunas heteras en admiradas modelos de artistas como Apeles (Campaspe) o Praxíteles (Friné). Por su parte, el templo de Afrodita en Corinto también ofertaba servicios de heteras a los visitantes en una forma de prostitución sagrada, con lo cual complementaban las donaciones de éstos y permitían una mayor fuente de ingresos para el templo. Existía el refrán "el viaje a Corinto no es para todo el mundo" para dar a entender las cantidades de dinero que un hombre podía gastarse allí. Sin embargo, estas heteras podrían haber ejercido más como simples prostitutas de lujo que como damas de compañía al completo, ya que la naturaleza itinerante de su clientela les habría impedido trabajar para ellos por períodos largos de tiempo.
Las heteras, al menos las libres, administraban sus ganancias por sí mismas, con lo que podían llegar a ser muy ricas, aunque también estaban obligadas a pagar impuestos como todos los demás oficios. Sus carreras podían llegar a ser cortas debido a la edad y las exigencias de su trabajo, de modo que las que no reunían suficiente dinero para retirarse con comodidad podían trabajar en burdeles, ya fuera como dueñas del negocio, como prostitutas o como maestras del oficio.

## Imagen
Mientras que las mujeres decorosas se ponían prendas de lino o lana, las hetairas utilizaban prendas transparentes, generalmente de color azafranado, si bien, evidentemente, solían desenvolverse completamente desnudas. Se maquillaban con polvo de albayalde, lo que daba a entender que no tenían necesidad de trabajar expuestas al sol. Sus peinados, como los de las mujeres de clase alta, eran enrevesados y llenos de postizos. Para la eliminación del vello púbico utilizaban una especie de pasta depilatoria, denominada dropax, compuesta a base de vinagre y tierra de Chipre.

## Heteras famosas
- Arqueanasa. Platón le escribió los siguientes versos:

Poseo a Arqueanasa Colofonia

sobre cuya rugosa y senil frente

acerbo amor se esconde.

¡Míseros de vosotros que gozasteis

su juventud primera!

¡Oh cuán activo ardor sufrir debisteis!

- Aspasia de Mileto.
- Campaspe
- Filenis.
- Friné.
- Neera
- Glicera.
- Lais de Corinto.
- Lais de Hícara.
- Leena (en griego, Λέαινα, «leona»), amante de Aristogitón.
- Leontion, filósofa epicúrea.
- Tais.
- Targelia.

Tenemos a las heteras para darnos placer, a las criadas para que se hagan cargo de nuestras necesidades corporales diarias y a las esposas para que nos den hijos legítimos y sean fieles centinelas de nuestras casas.

Apolodoro de Acarnas, Contra Neera.

## Hetairas en el arte
| Obra | Título                    | Autor                                 | Fecha        | Técnica           | Dimensiones    | Localización                           |
| ---- | ------------------------- | ------------------------------------- | ------------ | ----------------- | -------------- | -------------------------------------- |
|      | Alcibíades y las hetairas | Copia romana del original helenístico |              |                   |                | Museo Arqueológico Nacional de Nápoles |
|      | Leaena ante los jueces    | Hans Holbein el Joven                 | c. 1517-1518 |                   | 21,2 x 16,4 cm | Museo de Arte de Basilea               |
|      | Autorretrato de Aspasia   | Marie Bouliard                        | 1794         | Óleo sobre lienzo | 123 x 127 cm   | Museo de Bellas Artes de Arras         |
|      | Friné                     | Artur Grottger                        | 1867         | Óleo sobre lienzo | 97 × 62 cm     | Museo Czartoryski, Cracovia            |
|      | Lais de Hícara            | Emmanuel Benner                       | 1883         |                   |                |                                        |